# Shana Williams
Pour les articles homonymes, voir Williams.
Shana Williams  (née le 7 avril 1972 à Bridgeton) est une athlète américaine, spécialiste du saut en longueur.

## Biographie
Elle remporte la médaille d'argent des Championnats du monde en salle 1999, à Maebashi. Devancée par la Russe  Tatyana Kotova, elle établit la meilleure performance de sa carrière en salle avec un saut à 6,82 m. 
Son record personnel en plein air, établi le 21 juin 1996 à Atlanta, est de 7,01 m.

### Palmarès
| Date | Compétition                    | Lieu     | Résultat | Épreuve          | Marque |
| ---- | ------------------------------ | -------- | -------- | ---------------- | ------ |
| 1999 | Championnats du monde en salle | Maebashi | 2e       | Saut en longueur | 6,82 m |

### Records
| Épreuve          | Épreuve   | Performance | Lieu     | Date         |
| ---------------- | --------- | ----------- | -------- | ------------ |
| Saut en longueur | Plein air | 7,01 m      | Atlanta  | 21 juin 1996 |
| Saut en longueur | Salle     | 6,82 m      | Maebashi | 6 mars 1999  |